# Limus
Limus is een bestuurslaag in het regentschap Bengkulu Selatan van de provincie Bengkulu, Indonesië. Limus telt 464 inwoners (volkstelling 2010).